# WAB BDhe 4/8

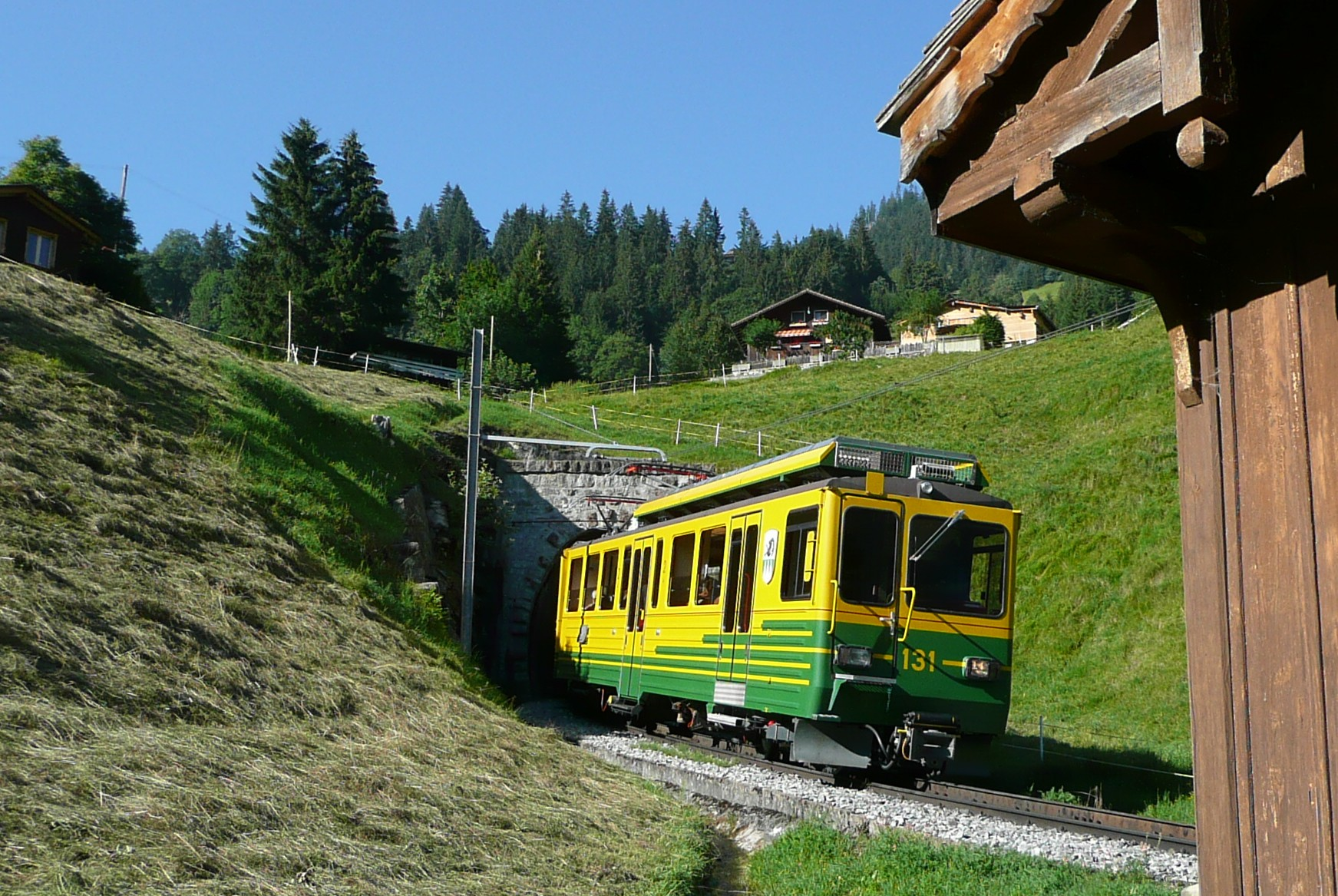
BDhe 4/8 131 unterhalb Wengwald

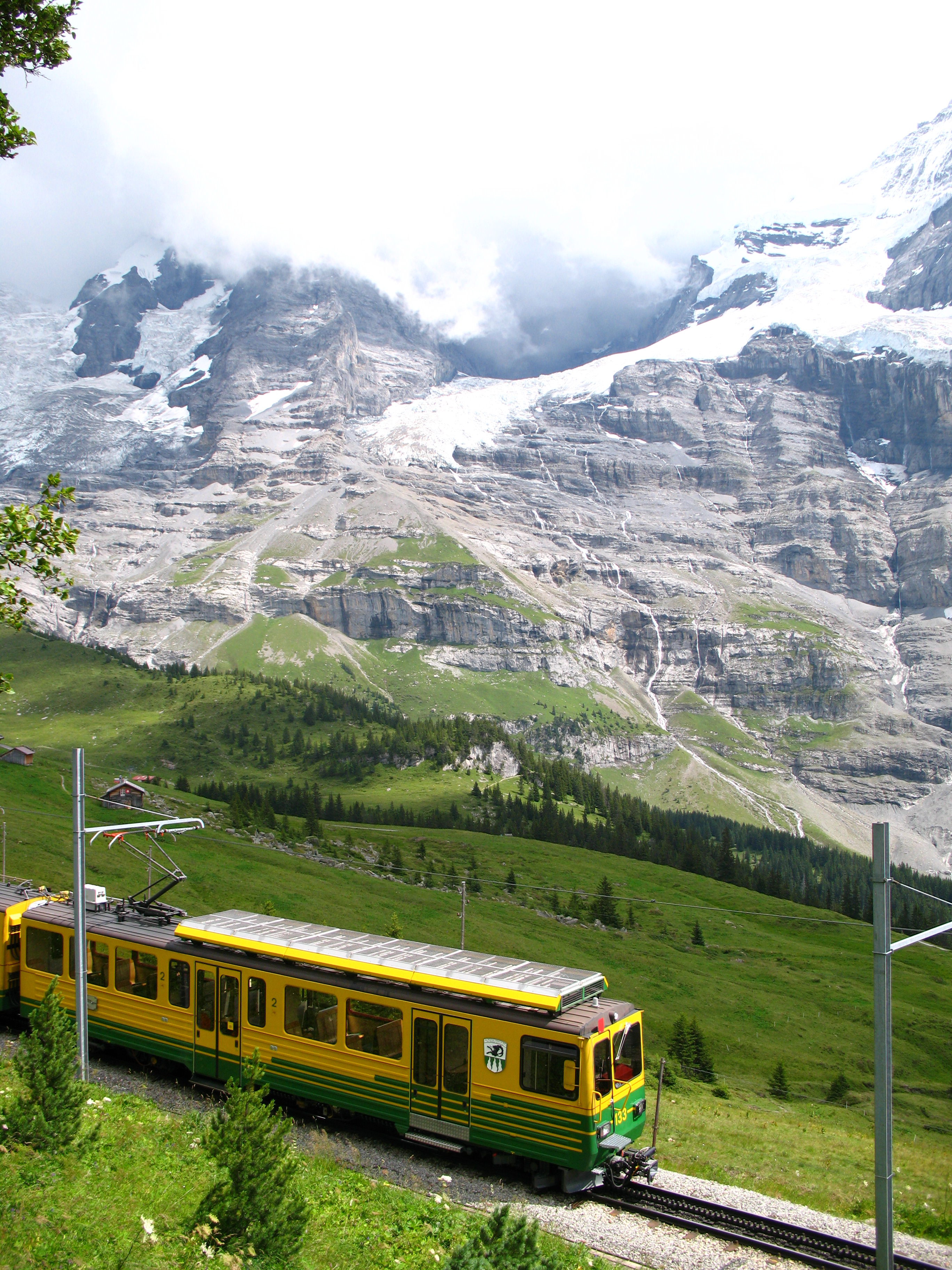
BDhe 4/8 133 an der Wengernalp

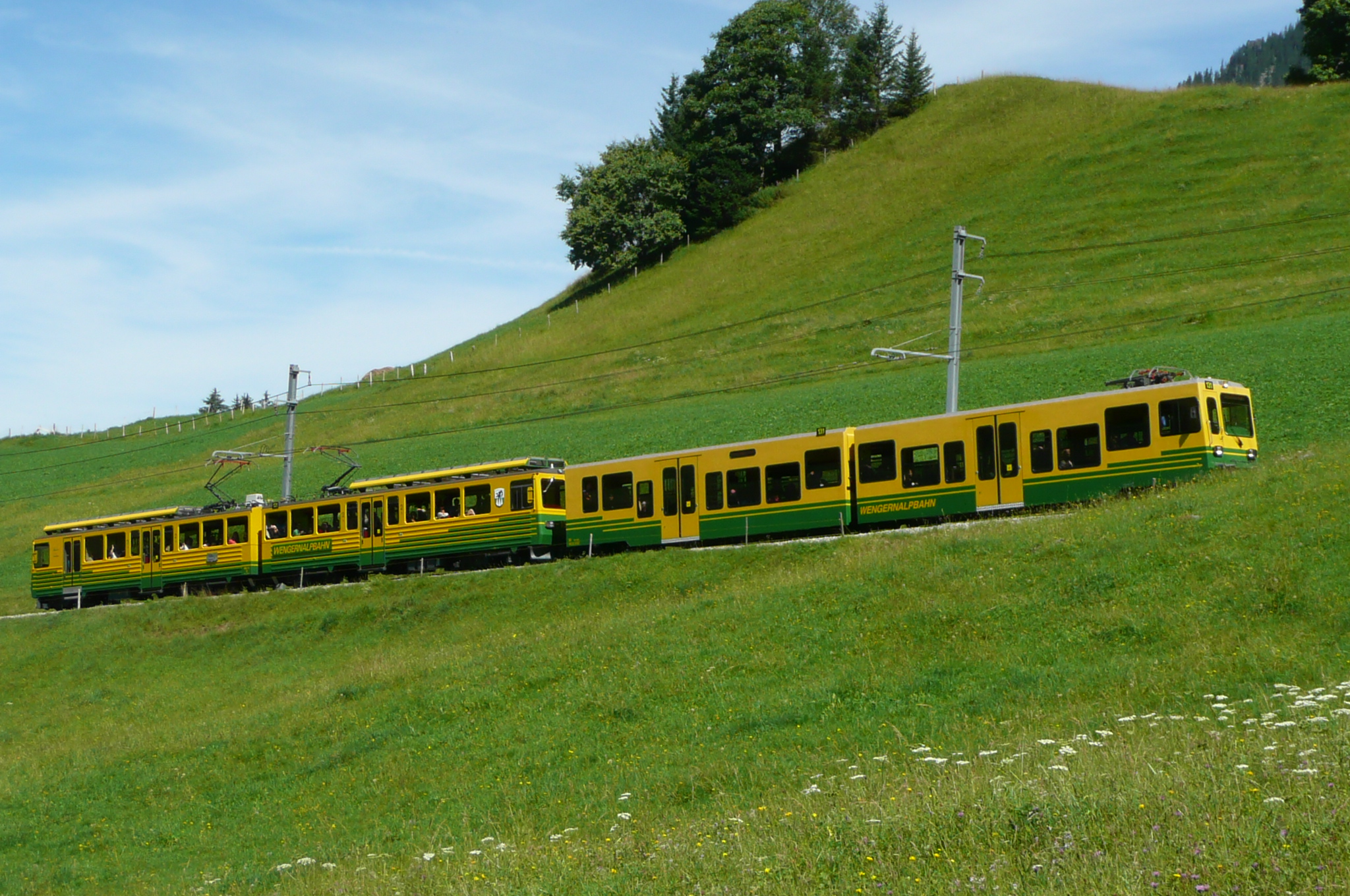
BDhe 4/8 131 und Steuerwagen Serie Bt6 251-253

Die BDhe 4/8 sind Zahnradtriebwagen der Wengernalpbahn (WAB). 1988 beschaffte die WAB vier zweiteiligen Doppeltriebwagen, sie erhielten die Betriebsnummern BDhe 4/8 131–134.

## Geschichte
1988 lieferten die Firmen SLM und ABB vier Doppeltriebwagen an die Wengernalpbahn aus. Die neuen Zahnraddoppeltriebwagen basierten auf dem Grundkonzept eines von SLM entwickelten Doppeltriebwagens mit der Achsfolge (1A)(1A)+(1A)(1A), der auf Schweizer Privat- und Nebenbahnen mehr Fahrgastkomfort und mehr Kapazität bringen sollte. Dieser ermöglichte zudem auch den Einsatz einer Doppeltraktion. Die neuen Triebwagen der WAB sollten das angestiegene Fahrgastaufkommen auf der Strecke Grindelwald – Kleine Scheidegg zusammen mit den älteren Triebwagen bewältigen. Sie trugen dazu bei, eine schnellere und einfachere Betriebsabwicklung auf der gesamten Strecke der WAB zu ermöglichen und den Fahrgastkomfort zu erhöhen. Zwar dienten die BDhe 4/8 nicht dem Ersatz von den BDhe 4/4 119–124 und BDhe 4/4 101–118, aber sie verdrängten die älteren Triebwagen auf der Strecke Kleine Scheidegg – Grindelwald in den Ersatz- und Verstärkerverkehr. Zudem führten die neuen Triebwagen auch das neue gelb-grüne Farbschema der Wengernalpbahn ein. 2010 wurden bei allen Doppeltriebwagen Zugzielanzeiger eingebaut.

## Technik
Die BDhe 131–134 sind reine Zahnradtriebwagen. Auf jedem Wagenkasten gibt es am Kurzkupplungsende einen Einholmstromabnehmer, die Triebwagen verkehren mit 1500 V Gleichspannung. Die Achsanordnung ist 2’z2’z+2’z2’z mit einem Gesamtachsstand von 27'050 mm. Die Triebwagen besitzen jeweils vier Fahrmotoren des Typs 4MHe. Die Stundenleistung beträgt 804 kW. Die Drehgestelle sind wegen der Auslegung auf nur eine Neigungsrichtung asymmetrisch, die Radsätze weisen im Neuzustand einem Durchmesser von 728 mm auf. Der Durchmesser der Triebzahnräder, die auf den jeweils talseitigen Radsatzwellen gelagert sind, beträgt 637 mm. Die 31'160 mm langen Triebwagen haben eine Wagenkastenbreite von 2400 mm. Ihre Dienstmasse beträgt 42,4 t.

## Aufbau
Die BDhe bieten 64 Sitzplätze und hinter dem Führerstand des talseitigen Wagenkastens einen 2,8 m² grossen Gepäckraum für das Reisegepäck der Fahrgäste. Die Fahrzeuge sind durchgehend hochflurig ausgeführt und haben je Seite und Triebwagenhälfte eine hochflurige Doppelschwenktür. Zudem besitzt die Triebwagenhälfte mit dem Gepäckraum auf jeder Seite eine Ausklapp-Schwenktür, die den direkten Zugang zum Gepäckraum ermöglicht.

## Einsatz

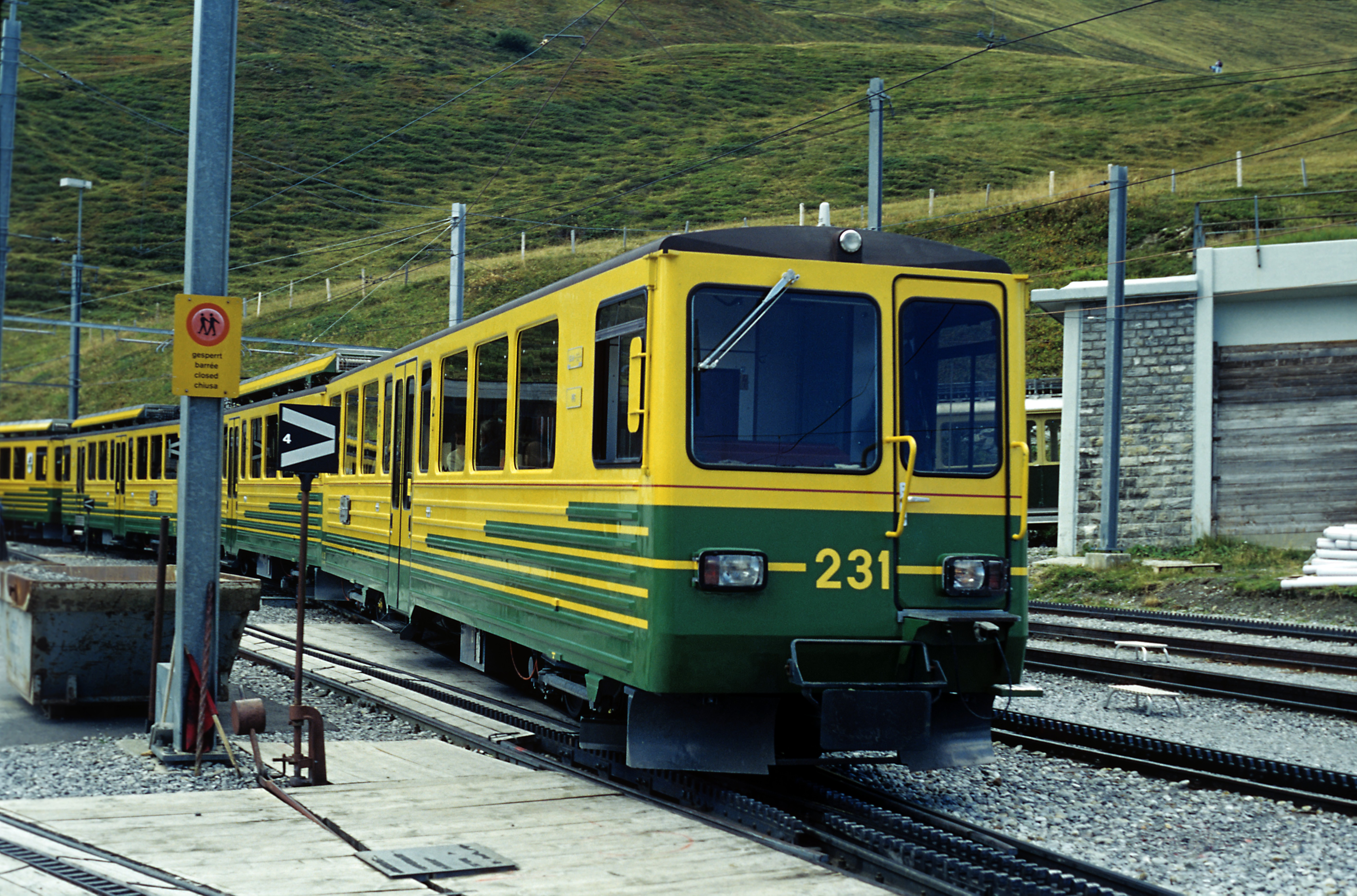
Steuerwagen Bt 231, Bahnhof Kleine Scheidedegg

Nach der Inbetriebsetzung verkehrten die BDhe 4/8 paarweise in Doppeltraktion, jeweils auf dem Streckenabschnitt Grindelwald – Kleine Scheidegg und Lauterbrunnen – Kleine Scheidegg, hier zusammen mit dem Bt 231. Dabei waren in der Regel die Fahrzeuge mit ungeraden Endnummern (131/133/231) und jene mit geraden Endnummern (132/134) zu einer Komposition formiert. Zwischendurch wurden die Triebwagen sogar paarweise nur auf dem Streckenabschnitt Grindelwald – Kleine Scheidegg eingesetzt. Der Steuerwagen Bt 231 wurde zusammen mit den Triebwagen 131–134 bei SLM beschafft und war im Prinzip eine unmotorisierte, bergseitige Triebwagenhälfte mit einer Leermasse von 15 Tonnen bei 35 Sitzplätzen. Markante Unterschiede zu den Triebwagen waren das Dach ohne Aufbauten und am Führerstandsende ein starrer Puffer für Vorstellwagen anstelle der GF-Kupplung. Er blieb ein Einzelstück und wurde nach Ablieferung der nur 14 Tonnen schweren Gelenksteuerwagen 251–253 mit 68 Sitzplätzen ausrangiert.
Heute fahren je zwei BDhe 4/8 gekuppelt mit einem Bt 251–252 zwei Umläufe zwischen Lauterbrunnen und Kleine Scheidegg.
| Nummer | Fabrik-Nr. | Status      | Regeleinsatz  |
| ------ | ---------- | ----------- | ------------- |
| 131    | 5363       | In Betrieb  | Lauterbrunnen |
| 132    | 5364       | In Betrieb  | Grindelwald   |
| 133    | 5365       | In Betrieb  | Lauterbrunnen |
| 134    | 5366       | In Betrieb  | Grindelwald   |
| 231    | 5367       | ausrangiert | Lauterbrunnen |